# Jean-François Beltran
Pour les articles homonymes, voir Beltran.
Pas d'image ? Cliquez ici

a Compétitions nationales et continentales officielles uniquement.

Dernière mise à jour le 5 février 2017.
Jean-François Beltran, né le 30 juin 1948, est un joueur français de rugby à XV devenu entraîneur.

## Biographie
Il a commencé à jouer à 10 ans dans le club de rugby du village à Cuxac-d'Aude. Son père (Alban) et ses 2 oncles (Henri et Guy) portaient tous les 3 les couleurs du club.
Formé au départ comme demi de mêlée et demi d’ouverture, c’est finalement au poste d’arrière qu'il se spécialise sous le maillot de Cuxac, dont il intègre l’équipe 1re à l’issue de ses années Cadets.
Puis il part jouer la saison 1969-1970 au Castres Olympique, en 1re division (8 poules de 8 à l’époque). Fonctionnaire des Impôts, il est professionnellement nommé à Espalion, dans le Nord-Aveyron. Les trajets pour Castres lui compliquent pas mal la vie, il signe au Rugby Club Espalion, avant de revenir jouer à Cuxac, à la suite d'une nouvelle affectation, à Saint-Pons-de-Thomières. Il joue donc à nouveau à l’US Cuxac de 1971 à 1983, en 1re division.
Puis il part jouer à Ouveillan, le village voisin. Aujourd'hui, les 2 clochers, distants de 6 km, ont réuni leurs destinées ovales sous le sigle de l’« Entente Cuxan-Ouveillan AOC XV ».
Avant même d'avoir terminé sa carrière de joueur, il commence à entraîner. Quand, en 1971, il revient à Cuxac, il prend en charge l'entraînement des cadets du club. Puis des Cadets, il passe aux seniors cuxanais, avant d’aller m’occuper des voisins d’Ouveillan.
De 1985 à 1989, il entraîne le Club Olympique de Sigean, alors en 2e division, puis les Juniors Reichel du RC Narbonne de 1989 à 1990. La saison suivante (1990-1991), les dirigeants narbonnais lui proposent de rejoindre Henri Ferrero et Robert Bru aux manettes de l’équipe 1re, dans laquelle on retrouvait à l’époque les Éric Blanc, Didier Codorniou, Henri Sanz, Francis Dejean, etc. Ils gagnent le Challenge Yves du Manoir en 1991, à Béziers, contre les Béglais d’Yves Appriou, 13 à 12. Des Béglais qui avaient été sacrés Champions de France juste la semaine d’avant. Il est ensuite directeur sportif du RC Narbonne de 1993 à 1996, avant de reprendre l’entraînement des Reichel, puis à nouveau de l’Equipe 1re, en compagnie de Pierre Bouisset et aux côtés de Pierre Berbizier, de 1997 à 2000.
Parallèlement, il a eu une carrière de contrôleur des Impôts, démarrée en 1967, à Lyon, et qui l’a mené ensuite à Espalion, Saint-Pons-de-Thomières, Béziers et Narbonne où, en 2000, il a pu se mettre en disponibilité, pour ne se consacrer qu’au rugby.
Il entraîne ensuite le Castres olympique de 2000 à 2002. Ils disputent la demi-finale du championnat de France en 2001, contre Toulouse, la demi-finale de la H Cup contre le Munster, à Béziers.
Il revient au RC Narbonne de 2003 à 2006 pour entraîner aux côtés de Marc Delpoux, avant de rejoindre l'Aviron bayonnais de 2006 à 2008. Il revient à Cuxac-d'Aude en 2008-2009 puis entraîne l'AS Béziers lors de la saison 2009-2010.
En juin 2008, il est invité à entraîner les Barbarians français avec Xavier Péméja pour un match contre le Canada à Victoria. Les Baa-Baas l'emporte 17 à 7.
Arrivé au CS Bourgoin-Jallieu en 2011 pour un contrat d'une saison au poste d'entraîneur des lignes arrières au côté de Laurent Seigne, il décide de ne pas renouveler son contrat et de quitter le club en fin de saison pour des raisons personnelles.
En 2012, il devient l'adjoint de Christian Labit à l'Union sportive carcassonnaise XV mais il laisse ce poste en 2013 au bout de seulement 1 an. En 2014, il part entraîner le Sporting Club Leucate Corbières Méditerranée avec Mathieu Siro en Fédérale 2.
En 2016, il revient à nouveau à l’AOC XV (Association Ouveillan Cuxac) pour s’occuper des Juniors, qui sont en entente avec l’Avenir Bleu & Blanc de Capestang / Puisserguier et le GAOBS Sud Minervois. Il reprend ensuite les rênes de l'équipe première qu'il mène au titre de champion de France de 1ère série le 23 juin 2019 après une finale remportée 25-23 face à Landes-Océan à Samatan. Alors que les Landais mènent 22-23 à la sirène, une ultime pénalité de Bertrand Artero à la 84ème minute permet à l'AOCS XV d'arracher le titre.

## Palmarès
- Challenge Yves du Manoir en 1991 avec le RC Narbonne[2]
- Champion de France de 1re Série en 1985 avec Ouveillan[2]
- Champion de France de 1re série en 2019 avec l'Association Ouveillan-Cuxac-Sallèles

## Bilan en tant qu'entraîneur
| Saison      | Club                | Division     | Poste    | Classement                                                    | Coupe d'Europe         | Challenge Européen            |
| ----------- | ------------------- | ------------ | -------- | ------------------------------------------------------------- | ---------------------- | ----------------------------- |
| 1990 - 1991 | RC Narbonne         | 1re Division | Arrières | 2e poule 2, éliminé en quart-de-finale                        | -                      | -                             |
| 1991 - 1992 | RC Narbonne         | 1re Division | Arrières | 1re poule 4, éliminé en huitième-de-finale                    | -                      | -                             |
| 1992 - 1993 | RC Narbonne         | 1re Division | Arrières | 1re poule 3, 2e poule 3 du Top 16, éliminé en quart-de-finale | -                      | -                             |
| 1997 - 1998 | RC Narbonne         | 1re Division | Arrières | 3e poule 1, éliminé en quart-de-finale                        | -                      | Éliminé en poule              |
| 1998 - 1999 | RC Narbonne         | 1re Division | Arrières | 3e poule 1                                                    | -                      | Éliminé en demi-finale        |
| 1999 - 2000 | RC Narbonne         | 1re Division | Arrières | 8e du groupe 1                                                | -                      | Éliminé en poule              |
| 2000 - 2001 | Castres olympique   | 1re Division | Arrières | 1er du groupe 1, éliminé en demi-finale                       | Éliminé en poule       | -                             |
| 2001 - 2002 | Castres olympique   | Top 16       | Arrières | 8e du groupe 2, 5e de la phase de maintien                    | Éliminé en demi-finale | -                             |
| 2003 - 2004 | RC Narbonne         | Top 16       | Arrières | 6e poule B, 5e de la phase de maintien                        | -                      | Éliminé en quart-de-finale    |
| 2004 - 2005 | RC Narbonne         | Top 16       | Arrières | 10e                                                           | -                      | Éliminé en huitième-de-finale |
| 2005 - 2006 | RC Narbonne         | Top 14       | Arrières | 10e                                                           | -                      | Éliminé en poule              |
| 2006 - 2007 | Aviron bayonnais    | Top 14       | Arrières | 8e                                                            | -                      | Éliminé en poule              |
| 2007 - 2008 | Aviron bayonnais    | Top 14       | Arrières | 9e                                                            | -                      | Éliminé en poule              |
| 2009 - 2010 | AS Béziers          | Fédérale 1   | Arrières | 1er de poule 3, éliminé en quart-de-finale                    | -                      | -                             |
| 2011 - 2012 | CS Bourgoin-Jallieu | PRO D2       | Arrières | 9e                                                            | -                      | -                             |
| 2012 - 2013 | US Carcassonne      | PRO D2       | Arrières | 7e                                                            | -                      | -                             |